# Bàdminton als Jocs Olímpics d'estiu de 2024 - Individual femení
La prova individual femenina de bàdminton als Jocs Olímpics de París 2024 va ser la 9a edició de l'esdeveniment en unes Olimpíades. La prova es va disputar entre el 27 de juliol i el 5 d'agost del 2024 a l'Arena Porte de la Chapelle de París.
La sud-coreana An Se-young va guanyar la medalla d'or, després d'imposar-se a la xinesa He Bingjiao per 2 sets a 0 (21-13 i 21-16). La medalla de bronze se la va endur la indonèsia Gregoria Mariska Tunjung qui va guanyar el seu partit per incompareixença de la seva rival, l'espanyola Carolina Marín, després d'haver patit una lesió al partit de semi-finals.
L'equip de la Xina és la selecció més guardonada, amb 5 medalles d'or, 3 medalles de plata i 4 medalles de bronze, en les 9 edicions que l'esdeveniment ha estat present als Jocs Olímpics. La xinesa Zhang Ning, amb 2 medalles d'or és la jugadora més guardonada en tota la història de la competició.

## Format
Totes les jugadores classificades van entrar en un sorteig, on hi va haver 16 caps de sèrie, segons el rànquing de classificació olímpic. La competició es va disputar en 2 etapes, la fase de grups i les rondes eliminatòries. Hi va haver 13 grups de 3 jugadores per grup, que van jugar totes contra totes. Totes les campiones de grup es van classificar per la ronda eliminatòria. La guanyadora de cada partit passava de ronda i la perdedora quedava eliminada. Les dues guanyadores de les semifinals van jugar la final per aconseguir la medalla d'or i les perdedores van jugar el partit per aconseguir la medalla de bronze. Els partits es van jugar a 3 sets de 21 punts cadascun i s'havia de guanyar per 2 punts de diferència, excepte si s'arribava als 30 punts. La primera que guanyava 2 sets era la guanyadora del partit.

## Classificació
37 atletes es van classificar per la prova femenina individual, mitjançant el rànquing de classificació olímpica de la Federació Internacional de Bàdminton, que es va tancar el 30 d'abril de 2024. Els llocs de classificació es van assignar als països i no a les jugadores classificades i després van ser les federacions qui han escollien les participants. Els 15 primers llocs els van ocupar les primeres places del rànquing amb un màxim de 2 atletes per país. A partir d'aquí hi va haver 1 plaça per país, respectant que com a mínim cada federació continental tingués 2 esportistes a la prova. Finalment hi va haver 2 places universals.
| Esdeveniment      | Places | País                       | Atleta classificada            |
| ----------------- | ------ | -------------------------- | ------------------------------ |
| Rànquing olímpic  | 37     | Corea del Sud              | An Se-young                    |
| Rànquing olímpic  | 37     | Xina                       | Chen Yufei                     |
| Rànquing olímpic  | 37     | Espanya                    | Carolina Marín                 |
| Rànquing olímpic  | 37     | Japó                       | Akane Yamaguchi                |
| Rànquing olímpic  | 37     | Taipei                     | Tai Tzu-ying                   |
| Rànquing olímpic  | 37     | Xina                       | He Bingjiao                    |
| Rànquing olímpic  | 37     | Indonèsia                  | Gregoria Mariska Tunjung       |
| Rànquing olímpic  | 37     | Estats Units               | Beiwen Zhang                   |
| Rànquing olímpic  | 37     | Japó                       | Aya Ohori                      |
| Rànquing olímpic  | 37     | Tailàndia                  | Ratchanok Intanon              |
| Rànquing olímpic  | 37     | Corea del Sud              | Kim Ga-eun                     |
| Rànquing olímpic  | 37     | Índia                      | Pusarla Sindhu                 |
| Rànquing olímpic  | 37     | Tailàndia                  | Supanida Katethong             |
| Rànquing olímpic  | 37     | Singapur                   | Yeo Jia Min                    |
| Rànquing olímpic  | 37     | Dinamarca                  | Mia Blichfeldt                 |
| Rànquing olímpic  | 37     | Regne Unit                 | Kirsty Gilmour                 |
| Rànquing olímpic  | 37     | Vietnam                    | Nguyen Thuy Linh               |
| Rànquing olímpic  | 37     | Canadà                     | Michelle Li                    |
| Rànquing olímpic  | 37     | Alemanya                   | Yvonne Li                      |
| Rànquing olímpic  | 37     | Malàisia                   | Goh Jin Wei                    |
| Rànquing olímpic  | 37     | Turquia                    | Neslihan Arin                  |
| Rànquing olímpic  | 37     | Myanmar                    | Thet Htar Thuzar               |
| Rànquing olímpic  | 37     | França                     | Qi Xuefei                      |
| Rànquing olímpic  | 37     | Hong Kong                  | Lo Sin Yan                     |
| Rànquing olímpic  | 37     | Brasil                     | Juliana Viana Vieira           |
| Rànquing olímpic  | 37     | Bèlgica                    | Lianne Tan                     |
| Rànquing olímpic  | 37     | Estònia                    | Kristin Kuuba                  |
| Rànquing olímpic  | 37     | Perú                       | Inés Castillo                  |
| Rànquing olímpic  | 37     | Txèquia                    | Tereza Svabikova               |
| Rànquing olímpic  | 37     | Suïssa                     | Jenjira Stadelmann             |
| Rànquing olímpic  | 37     | Azerbaijan                 | Keisha Fatimah Az Zahra        |
| Rànquing olímpic  | 37     | Ucraïna                    | Polina Buhrova                 |
| Rànquing olímpic  | 37     | Bulgària                   | Kaloyana Nalbantova            |
| Rànquing olímpic  | 37     | Irlanda                    | Rachael Darragh                |
| Rànquing olímpic  | 37     | Austràlia                  | Tiffany Ho                     |
| Rànquing olímpic  | 37     | Maurici                    | Kate Ludik                     |
| Rànquing olímpic  | 37     | Sud-àfrica                 | Johanita Scholz                |
| Places universals | 2      | Maldives                   | Fathimath Nabaaha Abdul Razzaq |
| Places universals | 2      | Equip Olímpic de Refugiats | Dorsa Yavarivafa               |

## Fase de grups
Les 13 primeres jugadores del rànquing olímpic són les caps de sèrie del torneig.
Les que quedin primeres es classifiquen pels vuitens de final. La resta de jugadores són eliminades.

### Grup A
| Posició | Jugador             | J | G | P | SF | SC | DS | PF | PC | DP  | Punts |
| ------- | ------------------- | - | - | - | -- | -- | -- | -- | -- | --- | ----- |
| 1       | An Se-young         | 2 | 2 | 0 | 4  | 0  | +4 | 84 | 38 | +46 | 2     |
| 2       | Kaloyana Nalbantova | 2 | 1 | 1 | 2  | 2  | 0  | 68 | 78 | -10 | 1     |
| 3       | Qi Xuefei           | 2 | 0 | 2 | 0  | 4  | -4 | 48 | 84 | -36 | 0     |

| Data      | Hora   | Jugador 1   | Resultat | Jugador 2           | Set 1 | Set 2 | Set 3 |
| --------- | ------ | ----------- | -------- | ------------------- | ----- | ----- | ----- |
| 28 juliol | 15:40h | An Se-young | 2 - 0    | Kaloyana Nalbantova | 21-15 | 21-11 |       |
| 30 juliol | 14:00h | Qi Xuefei   | 0 - 2    | Kaloyana Nalbantova | 18-21 | 18-21 |       |
| 31 juliol | 19:30h | An Se-young | 2 - 0    | Qi Xuefei           | 21-5  | 21-7  |       |

### Grup C
| Posició | Jugador          | J | G | P | SF | SC | DS | PF  | PC  | DP  | Punts |
| ------- | ---------------- | - | - | - | -- | -- | -- | --- | --- | --- | ----- |
| 1       | Akane Yamaguchi  | 2 | 2 | 0 | 4  | 0  | +4 | 106 | 75  | +31 | 2     |
| 2       | Michelle Li      | 2 | 1 | 1 | 2  | 2  | 0  | 99  | 103 | -4  | 1     |
| 3       | Thet Htar Thuzar | 2 | 0 | 2 | 0  | 4  | -4 | 61  | 88  | -27 | 0     |

| Data      | Hora   | Jugador 1       | Resultat | Jugador 2        | Set 1 | Set 2 | Set 3 |
| --------- | ------ | --------------- | -------- | ---------------- | ----- | ----- | ----- |
| 27 juliol | 19:30h | Akane Yamaguchi | 2 - 0    | Thet Htar Thuzar | 21-12 | 21-10 |       |
| 29 juliol | 19:30h | Michelle Li     | 2 - 0    | Thet Htar Thuzar | 21-16 | 25-23 |       |
| 31 juliol | 8:30h  | Akane Yamaguchi | 2 - 1    | Michelle Li      | 22-24 | 21-17 | 21-12 |

### Grup D
| Posició | Jugador              | J | G | P | SF | SC | DS | PF | PC | DP  | Punts |
| ------- | -------------------- | - | - | - | -- | -- | -- | -- | -- | --- | ----- |
| 1       | Supanida Katethong   | 2 | 2 | 0 | 4  | 0  | +4 | 84 | 58 | +26 | 2     |
| 2       | Juliana Viana Vieira | 2 | 1 | 1 | 2  | 2  | 0  | 77 | 75 | +2  | 1     |
| 3       | Lo Sin Yan           | 2 | 0 | 2 | 0  | 4  | -4 | 56 | 84 | -28 | 0     |

| Data      | Hora   | Jugador 1          | Resultat | Jugador 2            | Set 1 | Set 2 | Set 3 |
| --------- | ------ | ------------------ | -------- | -------------------- | ----- | ----- | ----- |
| 27 juliol | 14:50h | Supanida Katethong | 2 - 0    | Juliana Viana Vieira | 21-16 | 21-19 |       |
| 29 juliol | 14:50h | Lo Sin Yan         | 0 - 2    | Juliana Viana Vieira | 19-21 | 14-21 |       |
| 30 juliol | 20:20h | Supanida Katethong | 2 - 0    | Lo Sin Yan           | 21-14 | 21-9  |       |

### Grup E
| Posició | Jugador           | J | G | P | SF | SC | DS | PF | PC | DP  | Punts |
| ------- | ----------------- | - | - | - | -- | -- | -- | -- | -- | --- | ----- |
| 1       | Ratchanok Intanon | 2 | 2 | 0 | 4  | 0  | +4 | 84 | 50 | +34 | 2     |
| 2       | Tai Tzu-ying      | 2 | 1 | 1 | 2  | 2  | 0  | 76 | 71 | +5  | 1     |
| 3       | Lianne Tan        | 2 | 0 | 2 | 0  | 4  | -4 | 45 | 84 | -39 | 0     |

| Data      | Hora   | Jugador 1         | Resultat | Jugador 2         | Set 1 | Set 2 | Set 3 |
| --------- | ------ | ----------------- | -------- | ----------------- | ----- | ----- | ----- |
| 28 juliol | 9:20h  | Tai Tzu-ying      | 2 - 0    | Lianne Tan        | 21-15 | 21-14 |       |
| 30 juliol | 8:30h  | Ratchanok Intanon | 2 - 0    | Lianne Tan        | 21-8  | 21-8  |       |
| 31 juliol | 14:50h | Tai Tzu-ying      | 0 - 2    | Ratchanok Intanon | 19-21 | 15-21 |       |

### Grup G
| Posició | Jugador                  | J | G | P | SF | SC | DS | PF | PC  | DP  | Punts |
| ------- | ------------------------ | - | - | - | -- | -- | -- | -- | --- | --- | ----- |
| 1       | Gregoria Mariska Tunjung | 2 | 2 | 0 | 4  | 0  | +4 | 84 | 55  | +29 | 2     |
| 2       | Polina Buhrova           | 2 | 1 | 1 | 2  | 3  | -1 | 86 | 100 | -14 | 1     |
| 3       | Tereza Svabikova         | 2 | 0 | 2 | 1  | 4  | -3 | 88 | 103 | -15 | 0     |

| Data      | Hora   | Jugador 1                | Resultat | Jugador 2        | Set 1 | Set 2 | Set 3 |
| --------- | ------ | ------------------------ | -------- | ---------------- | ----- | ----- | ----- |
| 28 juliol | 14:50h | Gregoria Mariska Tunjung | 2 - 0    | Polina Buhrova   | 21-10 | 21-15 |       |
| 30 juliol | 11:00h | Tereza Svabikova         | 1 - 2    | Polina Buhrova   | 19-21 | 21-19 | 18-21 |
| 31 juliol | 15:40h | Gregoria Mariska Tunjung | 2 - 0    | Tereza Svabikova | 21-12 | 21-18 |       |

### Grup H
| Posició | Jugador         | J | G | P | SF | SC | DS | PF  | PC | DP  | Punts |
| ------- | --------------- | - | - | - | -- | -- | -- | --- | -- | --- | ----- |
| 1       | Kim Ga-eun      | 2 | 2 | 0 | 4  | 1  | +3 | 106 | 78 | +28 | 2     |
| 2       | Goh Jin Wei     | 2 | 1 | 1 | 3  | 2  | +1 | 104 | 96 | +8  | 1     |
| 3       | Johanita Scholz | 2 | 0 | 2 | 0  | 4  | -4 | 50  | 86 | -36 | 0     |

| Data      | Hora   | Jugador 1   | Resultat | Jugador 2       | Set 1 | Set 2 | Set 3 |
| --------- | ------ | ----------- | -------- | --------------- | ----- | ----- | ----- |
| 27 juliol | 14:50h | Kim Ga-eun  | 2 - 0    | Johanita Scholz | 21-12 | 21-6  |       |
| 29 juliol | 14:50h | Goh Jin Wei | 2 - 0    | Johanita Scholz | 23-21 | 21-11 |       |
| 31 juliol | 8:30h  | Kim Ga-eun  | 2 - 1    | Goh Jin Wei     | 21-17 | 20-22 | 23-21 |

### Grup I
| Posició | Jugador          | J | G | P | SF | SC | DS | PF | PC | DP  | Punts |
| ------- | ---------------- | - | - | - | -- | -- | -- | -- | -- | --- | ----- |
| 1       | Yeo Jia Min      | 2 | 2 | 0 | 4  | 0  | +4 | 84 | 33 | +51 | 2     |
| 2       | Kate Ludik       | 2 | 1 | 1 | 2  | 2  | 0  | 60 | 58 | +2  | 1     |
| 3       | Dorsa Yavarivafa | 2 | 0 | 2 | 0  | 4  | -4 | 31 | 84 | -53 | 0     |

| Data      | Hora   | Jugador 1   | Resultat | Jugador 2        | Set 1 | Set 2 | Set 3 |
| --------- | ------ | ----------- | -------- | ---------------- | ----- | ----- | ----- |
| 27 juliol | 9:20h  | Yeo Jia Min | 2 - 0    | Dorsa Yavarivafa | 21-7  | 21-8  |       |
| 29 juliol | 11:00h | Kate Ludik  | 2 - 0    | Dorsa Yavarivafa | 21-5  | 21-11 |       |
| 30 juliol | 20:20h | Yeo Jia Min | 2 - 0    | Kate Ludik       | 21-12 | 21-6  |       |

### Grup J
| Posició | Jugador       | J | G | P | SF | SC | DS | PF | PC | DP  | Punts |
| ------- | ------------- | - | - | - | -- | -- | -- | -- | -- | --- | ----- |
| 1       | Aya Ohori     | 2 | 2 | 0 | 4  | 0  | +4 | 84 | 36 | +48 | 2     |
| 2       | Neslihan Arin | 2 | 1 | 1 | 2  | 2  | 0  | 58 | 75 | -17 | 1     |
| 3       | Inés Castillo | 2 | 0 | 2 | 0  | 4  | -4 | 53 | 84 | -31 | 0     |

| Data      | Hora   | Jugador 1     | Resultat | Jugador 2     | Set 1 | Set 2 | Set 3 |
| --------- | ------ | ------------- | -------- | ------------- | ----- | ----- | ----- |
| 28 juliol | 11:00h | Aya Ohori     | 2 - 0    | Neslihan Arin | 21-9  | 21-7  |       |
| 30 juliol | 9:20h  | Inés Castillo | 0 - 2    | Neslihan Arin | 16-21 | 17-21 |       |
| 31 juliol | 15:40h | Aya Ohori     | 2 - 0    | Inés Castillo | 21-12 | 21-8  |       |

### Grup K
| Posició | Jugador          | J | G | P | SF | SC | DS | PF | PC | DP  | Punts |
| ------- | ---------------- | - | - | - | -- | -- | -- | -- | -- | --- | ----- |
| 1       | Beiwen Zhang     | 2 | 2 | 0 | 4  | 0  | +4 | 86 | 53 | +33 | 2     |
| 2       | Nguyen Thuy Linh | 2 | 1 | 1 | 2  | 2  | 0  | 82 | 53 | +29 | 1     |
| 3       | Tiffany Ho       | 2 | 0 | 2 | 0  | 4  | -4 | 22 | 84 | -62 | 0     |

| Data      | Hora   | Jugador 1        | Resultat | Jugador 2        | Set 1 | Set 2 | Set 3 |
| --------- | ------ | ---------------- | -------- | ---------------- | ----- | ----- | ----- |
| 27 juliol | 19:30h | Beiwen Zhang     | 2 - 0    | Tiffany Ho       | 21-9  | 21-4  |       |
| 29 juliol | 21:10h | Nguyen Thuy Linh | 2 - 0    | Tiffany Ho       | 21-6  | 21-3  |       |
| 31 juliol | 8:30h  | Beiwen Zhang     | 2 - 0    | Nguyen Thuy Linh | 22-20 | 22-20 |       |

### Grup L
| Posició | Jugador            | J | G | P | SF | SC | DS | PF | PC  | DP  | Punts |
| ------- | ------------------ | - | - | - | -- | -- | -- | -- | --- | --- | ----- |
| 1       | Carolina Marín     | 2 | 2 | 0 | 4  | 0  | +4 | 84 | 40  | +44 | 2     |
| 2       | Jenjira Stadelmann | 2 | 1 | 1 | 2  | 3  | -1 | 88 | 100 | -12 | 1     |
| 3       | Rachael Darragh    | 2 | 0 | 2 | 1  | 4  | -3 | 68 | 100 | -32 | 0     |

| Data      | Hora   | Jugador 1       | Resultat | Jugador 2          | Set 1 | Set 2 | Set 3 |
| --------- | ------ | --------------- | -------- | ------------------ | ----- | ----- | ----- |
| 28 juliol | 19:30h | Carolina Marín  | 2 - 0    | Jenjira Stadelmann | 21-11 | 21-19 |       |
| 30 juliol | 16:30h | Rachael Darragh | 1 - 2    | Jenjira Stadelmann | 21-13 | 22-24 | 15-21 |
| 31 juliol | 14:00h | Carolina Marín  | 2 - 0    | Rachael Darragh    | 21-5  | 21-5  |       |

### Grup M
| Posició | Jugador                        | J | G | P | SF | SC | DS | PF | PC | DP  | Punts |
| ------- | ------------------------------ | - | - | - | -- | -- | -- | -- | -- | --- | ----- |
| 1       | Pusarla Sindhu                 | 2 | 2 | 0 | 4  | 0  | +4 | 84 | 30 | +54 | 2     |
| 2       | Kristin Kuuba                  | 2 | 1 | 1 | 2  | 2  | 0  | 57 | 58 | -1  | 1     |
| 3       | Fathimath Nabaaha Abdul Razzaq | 2 | 0 | 2 | 0  | 4  | -4 | 31 | 84 | -53 | 0     |

| Data      | Hora  | Jugador 1      | Resultat | Jugador 2                      | Set 1 | Set 2 | Set 3 |
| --------- | ----- | -------------- | -------- | ------------------------------ | ----- | ----- | ----- |
| 28 juliol | 9:20h | Pusarla Sindhu | 2 - 0    | Fathimath Nabaaha Abdul Razzaq | 21-9  | 21-6  |       |
| 30 juliol | 8:30h | Kristin Kuuba  | 2 - 0    | Fathimath Nabaaha Abdul Razzaq | 21-7  | 21-9  |       |
| 31 juliol | 9:20h | Pusarla Sindhu | 2 - 0    | Kristin Kuuba                  | 21-5  | 21-10 |       |

### Grup N
| Posició | Jugador                 | J | G | P | SF | SC | DS | PF | PC | DP  | Punts |
| ------- | ----------------------- | - | - | - | -- | -- | -- | -- | -- | --- | ----- |
| 1       | He Bingjiao             | 2 | 2 | 0 | 4  | 0  | +4 | 87 | 45 | +42 | 2     |
| 2       | Kirsty Gilmour          | 2 | 1 | 1 | 2  | 2  | 0  | 72 | 69 | +3  | 1     |
| 3       | Keisha Fatimah Az Zahra | 2 | 0 | 2 | 0  | 4  | -4 | 39 | 84 | -45 | 0     |

| Data      | Hora   | Jugadora 1     | Resultat | Jugadora 2              | Set 1 | Set 2 | Set 3 |
| --------- | ------ | -------------- | -------- | ----------------------- | ----- | ----- | ----- |
| 27 juliol | 8:30h  | He Bingjiao    | 2 - 0    | Keisha Fatimah Az Zahra | 21-8  | 21-7  |       |
| 29 juliol | 8:30h  | Kirsty Gilmour | 2 - 0    | Keisha Fatimah Az Zahra | 21-13 | 21-11 |       |
| 30 juliol | 19:30h | He Bingjiao    | 2 - 0    | Kirsty Gilmour          | 24-22 | 21-8  |       |

### Grup P
| Posició | Jugador        | J | G | P | SF | SC | DS | PF  | PC  | DP  | Punts |
| ------- | -------------- | - | - | - | -- | -- | -- | --- | --- | --- | ----- |
| 1       | Chen Yufei     | 2 | 2 | 0 | 4  | 2  | +2 | 120 | 84  | +36 | 2     |
| 2       | Mia Blichfeldt | 2 | 1 | 1 | 3  | 3  | 0  | 96  | 108 | -12 | 1     |
| 3       | Yvonne Li      | 2 | 0 | 2 | 2  | 4  | -2 | 91  | 115 | -24 | 0     |

| Data      | Hora   | Jugadora 1     | Resultat | Jugadora 2     | Set 1 | Set 2 | Set 3 |
| --------- | ------ | -------------- | -------- | -------------- | ----- | ----- | ----- |
| 28 juliol | 14:50h | Chen Yufei     | 2 - 1    | Yvonne Li      | 21-14 | 17-21 | 21-9  |
| 30 juliol | 14:50h | Mia Blichfeldt | 2 - 1    | Yvonne Li      | 21-14 | 14-21 | 21-12 |
| 31 juliol | 19:30h | Chen Yufei     | 2-1      | Mia Blichfeldt | 21-8  | 19-21 | 21-11 |

## Eliminatòries
|  | Vuitens de final         | Vuitens de final         |                     |       | Quarts de final          | Quarts de final |              |              | Semifinals | Semifinals |  |  | Final | Final |
|  |                          |                          |                     |       |                          |                 |              |              |            |            |  |  |       |       |
|  |                          |                          |                     |       |                          |                 |              |              |            |            |  |  |       |       |
|  |                          |                          |                     |       |                          |                 |              |              |            |            |  |  |       |       |
|  |                          |                          |                     |       |                          |                 |              |              |            |            |  |  |       |       |
|  | 2 agost 2024 8:30h       |                          |                     |       |                          |                 |              |              |            |            |  |  |       |       |
|  |                          |                          |                     |       |                          |                 |              |              |            |            |  |  |       |       |
|  | An Se-young              | 2                        |                     |       |                          |                 |              |              |            |            |  |  |       |       |
|  | An Se-young              | 2                        | 1 agost 2024 18:30h |       |                          |                 |              |              |            |            |  |  |       |       |
|  |                          | Akane Yamaguchi          | 1                   |       |                          |                 |              |              |            |            |  |  |       |       |
|  | Akane Yamaguchi          | Akane Yamaguchi          | 1                   | 2     |                          |                 |              |              |            |            |  |  |       |       |
|  | Akane Yamaguchi          |                          | 4 agost 2024 8:30h  | 2     |                          |                 |              |              |            |            |  |  |       |       |
|  | Supanida Katethong       | 0                        |                     |       |                          |                 |              |              |            |            |  |  |       |       |
|  | Supanida Katethong       | 0                        | An Se-young         | 2     |                          |                 |              |              |            |            |  |  |       |       |
|  |                          |                          | An Se-young         | 2     |                          |                 |              |              |            |            |  |  |       |       |
|  |                          | Gregoria Mariska Tunjung | 1                   |       |                          |                 |              |              |            |            |  |  |       |       |
|  |                          | Gregoria Mariska Tunjung | 1                   |       |                          |                 |              |              |            |            |  |  |       |       |
|  | 2 agost 2024 9:40h       |                          |                     |       |                          |                 |              |              |            |            |  |  |       |       |
|  |                          |                          |                     |       |                          |                 |              |              |            |            |  |  |       |       |
|  | Ratchanok Intanon        | 0                        |                     |       |                          |                 |              |              |            |            |  |  |       |       |
|  | Ratchanok Intanon        | 0                        | 1 agost 2024 19:30h |       |                          |                 |              |              |            |            |  |  |       |       |
|  |                          | Gregoria Mariska Tunjung | 2                   |       |                          |                 |              |              |            |            |  |  |       |       |
|  | Gregoria Mariska Tunjung | Gregoria Mariska Tunjung | 2                   | 2     |                          |                 |              |              |            |            |  |  |       |       |
|  | Gregoria Mariska Tunjung |                          | 5 agost 2024 10:55h | 2     |                          |                 |              |              |            |            |  |  |       |       |
|  | Kim Ga-eun               | 1                        |                     |       |                          |                 |              |              |            |            |  |  |       |       |
|  | Kim Ga-eun               | 1                        | An Se-young         | 2     |                          |                 |              |              |            |            |  |  |       |       |
|  | 1 agost 2024 19:30h      |                          | An Se-young         | 2     |                          |                 |              |              |            |            |  |  |       |       |
|  |                          | He Bingjiao              | 0                   |       |                          |                 |              |              |            |            |  |  |       |       |
|  | Yeo Jia Min              | He Bingjiao              | 0                   | 1     |                          |                 |              |              |            |            |  |  |       |       |
|  | Yeo Jia Min              | 2 agost 2024 10:50h      |                     | 1     |                          |                 |              |              |            |            |  |  |       |       |
|  | Aya Ohori                | 2                        |                     |       |                          |                 |              |              |            |            |  |  |       |       |
|  | Aya Ohori                | 2                        | Aya Ohori           | 0     |                          |                 |              |              |            |            |  |  |       |       |
|  | 1 agost 2024 18:30h      |                          | Aya Ohori           | 0     |                          |                 |              |              |            |            |  |  |       |       |
|  |                          | Carolina Marín           | 2                   |       |                          |                 |              |              |            |            |  |  |       |       |
|  | Beiwen Zhang             | Carolina Marín           | 2                   | 1     |                          |                 |              |              |            |            |  |  |       |       |
|  | Beiwen Zhang             |                          | 4 agost 2024 9:40h  | 1     |                          |                 |              |              |            |            |  |  |       |       |
|  | Carolina Marín           | 2                        |                     |       |                          |                 |              |              |            |            |  |  |       |       |
|  | Carolina Marín           | 2                        | Carolina Marín      | 1 RET |                          |                 |              |              |            |            |  |  |       |       |
|  | 1 agost 2024 18:30h      |                          | Carolina Marín      | 1 RET |                          |                 |              |              |            |            |  |  |       |       |
|  |                          | He Bingjiao              | 0                   |       | Tercer lloc              | Tercer lloc     |              |              |            |            |  |  |       |       |
|  | Pusarla Sindhu           | He Bingjiao              | 0                   | 0     | Tercer lloc              | Tercer lloc     |              |              |            |            |  |  |       |       |
|  | Pusarla Sindhu           | 2 agost 2024 12:00h      | 2 agost 2024 12:00h | 0     |                          |                 | 5 agost 2024 | 5 agost 2024 |            |            |  |  |       |       |
|  | He Bingjiao              | 2 agost 2024 12:00h      | 2 agost 2024 12:00h | 2     |                          |                 | 5 agost 2024 | 5 agost 2024 |            |            |  |  |       |       |
|  | He Bingjiao              | He Bingjiao              | 2                   | 2     | Gregoria Mariska Tunjung | WO              |              |              |            |            |  |  |       |       |
|  |                          |                          | 2                   |       | Gregoria Mariska Tunjung | WO              |              |              |            |            |  |  |       |       |
|  |                          | Chen Yufei               | 0                   |       | Carolina Marín           |                 |              |              |            |            |  |  |       |       |
|  |                          | Chen Yufei               | 0                   |       | Carolina Marín           |                 |              |              |            |            |  |  |       |       |
|  |                          |                          |                     |       |                          |                 |              |              |            |            |  |  |       |       |
|  |                          |                          |                     |       |                          |                 |              |              |            |            |  |  |       |       |
|  |                          |                          |                     |       |                          |                 |              |              |            |            |  |  |       |       |

## Medaller històric
| Posició | País          | Or | Argent | Bronze | Total |
| ------- | ------------- | -- | ------ | ------ | ----- |
| 1       | Xina          | 5  | 3      | 4      | 12    |
| 2       | Corea del Sud | 2  | 1      | 0      | 3     |
| 3       | Indonèsia     | 1  | 1      | 3      | 5     |
| 4       | Espanya       | 1  | 0      | 0      | 1     |
| 5       | Índia         | 0  | 1      | 2      | 3     |
| 6       | Taipei        | 0  | 1      | 0      | 1     |
| 6       | Països Baixos | 0  | 1      | 0      | 1     |
| 6       | Dinamarca     | 0  | 1      | 0      | 1     |
| 9       | Japó          | 0  | 0      | 1      | 1     |